# Pat Cash
Pour les articles homonymes, voir Cash.
Patrick Hart Cash, né le 27 mai 1965 à Melbourne, est un ancien joueur australien de tennis professionnel entre 1982 et 1997.
Pat Cash compte sept victoires en tournois ATP entre 1982 et 1990 dont le tournoi de Wimbledon en 1987. En Coupe Davis, il fut le grand artisan de la victoire de l'Australie en finale contre la Suède en 1986 à Melbourne.

## Carrière
Pat Cash s'illustre dès 1982 dans les compétitions junior en remportant coup sur coup les tournois de Wimbledon et de l'US Open. Grand spécialiste du service-volée et du jeu sur gazon, il remporte ses deux premiers titres professionnels sur cette surface, à Brisbane et à Melbourne en 1983. Cette même année, il parvient en huitième de finale des tournois de Wimbledon et de l'Open d'Australie, les deux fois battu par le Tchèque Ivan Lendl, numéro trois mondial. Il termine l'année 38e joueur mondial. En fin d'année, il remporte la coupe Davis face à la Suède emmenée par Mats Wilander, Joakim Nyström et Anders Järryd.
L'année 1984 est celle de l'explosion au plus haut niveau. Il atteint en effet les demi-finales des deux tournois du grand chelem les plus prestigieux, à Wimbledon et à l'US Open, éliminant à chaque fois sur son parcours le numéro quatre mondial Mats Wilander. S'il échoue à Londres en trois sets face au futur vainqueur et numéro un mondial John McEnroe, il est tout proche de l'exploit à New York. Face à Lendl, il obtient ainsi une balle de match à 6-5 dans la dernière manche décisive, que le joueur tchèque sauve, au prix d'un effort incroyable, d'un lob aussi précis qu'inattendu. Cash se hisse également un quart de finale à l'Open d'Australie, battu par l'ancien vainqueur du tournoi Johan Kriek, et termine cette année exceptionnelle au huitième rang mondial.
L'année 1985 est nettement plus décevante, le joueur australien ne parvenant à disputer aucune finale, échouant sans gloire au deuxième tour à Wimbledon face à un modeste qualifié. Perturbé par une blessure au dos, Cash interrompt sa saison. Redescendu au-delà de la centième place mondiale en 1986, il doit obtenir une invitation pour participer à Wimbledon. Il bat à nouveau le Suédois Wilander, pourtant vainqueur du tournoi en double, quelques jours plus tard, avant d'échouer en quart de finale face à Henri Leconte. Il obtient en fin d'année une seconde victoire en coupe Davis, à nouveau face à la Suède, emmenée par Edberg, Pernfors et Järryd.
Pat Cash retrouve la pleine possession de ses moyens dès l'attaque de la saison 1987, parvenant en finale de l'Open d'Australie après une superbe victoire contre Lendl en demi-finale, et perdant de justesse en finale face au Suédois Stefan Edberg. Cette déception est largement compensée quelques mois plus tard par sa victoire à Wimbledon. Il se paie le luxe d'écarter successivement Mats Wilander, Jimmy Connors (qui venait de le battre deux semaines plus tôt sur gazon) et une nouvelle fois Ivan Lendl, en finale. Auréolé de ce titre prestigieux, Cash tarde à confirmer son nouveau statut. Qualifié pour les Masters en fin d'année, il est assez nettement battu en poule par Edberg et Wilander. Cette unique participation dans ce tournoi (qualifié en 1984, il avait renoncé à y participer) lui permet de finir l'année au septième rang mondial.
La saison 1988 commence comme la précédente avec une finale splendide à l'Open d'Australie où il passe à deux points du titre (6-3, 6-7, 3-6, 6-1, 8-6) à nouveau face à Wilander. La désillusion est ensuite plus cruelle encore avec la perte de son titre à Wimbledon, au terme d'une sévère défaite en trois sets en quart de finale face à l'ancien vainqueur Boris Becker. Au classement mondial, Cash chute à la vingtième place en fin d'année. Il s'agit de sa dernière saison au plus haut niveau, les années suivantes étant marquées par les blessures et les échecs à répétition qu'une dernière victoire en tournoi, à Hong Kong, ne masque pas. Il met fin à sa carrière en octobre 1997 à Stuttgart en Allemagne.

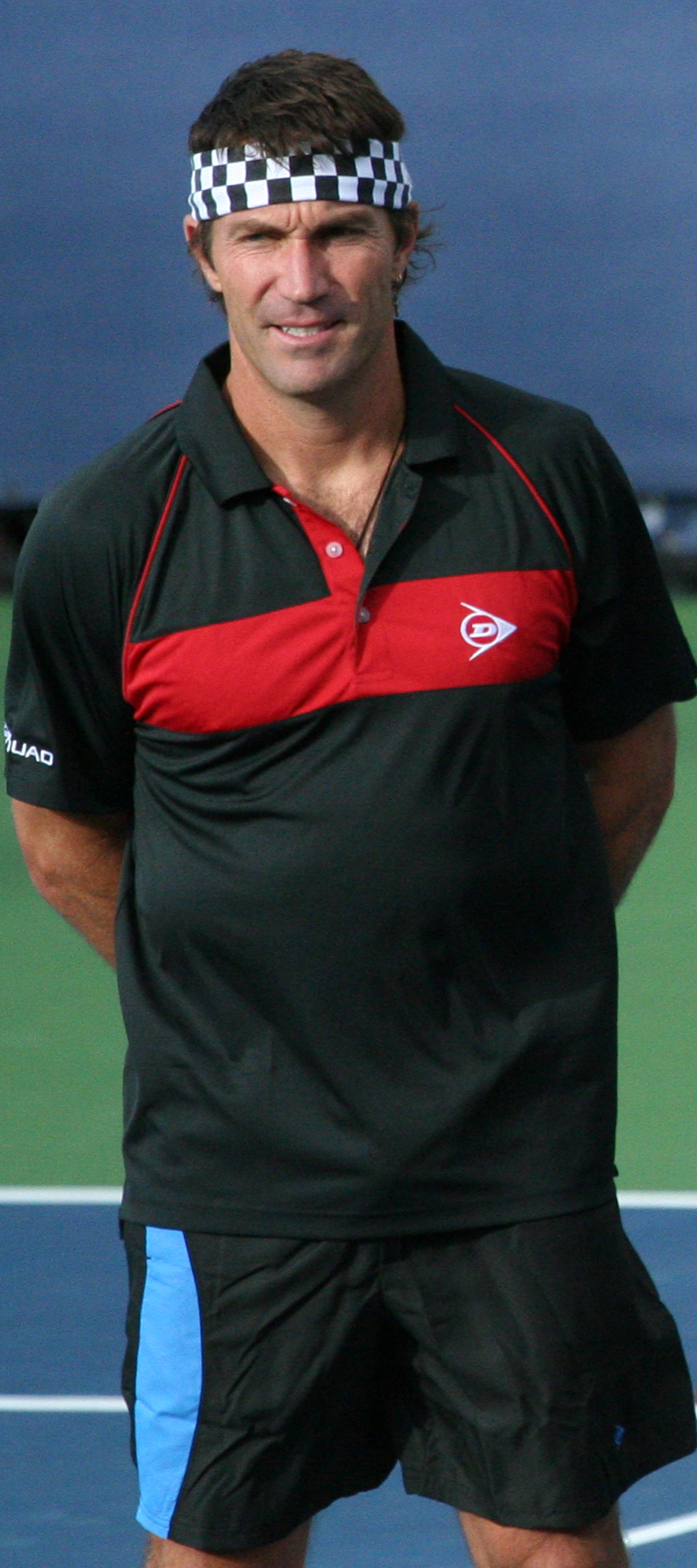

## Après-carrière
Domicilié à Ringwood et à Londres et grand-père à quarante-quatre ans, il n'en est toujours pas au stade de la retraite. Entrepreneur avec ses académies de tennis, il est consultant pour les chaînes BBC et Fox Sports ou bien présentateur d'un magazine mensuel sur CNN et toujours joueur de tennis sur le circuit vétéran. Par exemple, à Wimbledon, associé à Mark Woodforde, il a remporté les quatre dernières éditions du double du Senior Gentlemen's Invitation. Alors qu'avec Mansour Bahrami, il perd en finale du double du Trophée des Légendes 2013 à Roland-Garros. Dans sa biographie Uncovered (2002), il avait confié avoir souffert de dépression et d'addiction à la cocaïne. D'autre part, les autorités judiciaires britanniques s'intéressent à un projet immobilier scabreux aux Caraïbes de Harlequin Property, auquel Pat Cash a vendu son nom.

## Parcours dans les tournois duGrand Chelem

### En simple
| Année | Open d'Australie | Open d'Australie | Internationaux de France | Internationaux de France | Wimbledon       | Wimbledon   | US Open         | US Open       | Open d'Australie | Open d'Australie |
| ----- | ---------------- | ---------------- | ------------------------ | ------------------------ | --------------- | ----------- | --------------- | ------------- | ---------------- | ---------------- |
| 1981  | n.o.             | n.o.             | —                        | —                        | —               | —           | —               | —             | 1er tour (1/32)  | Edmondson        |
| 1982  | n.o.             | n.o.             | —                        | —                        | —               | —           | 1er tour (1/64) | E. Fromm      | 1/4 de finale    | P. McNamee       |
| 1983  | n.o.             | n.o.             | 1er tour (1/64)          | J. Arias                 | 1/8 de finale   | I. Lendl    | 3e tour (1/16)  | B. Scanlon    | 1/8 de finale    | I. Lendl         |
| 1984  | n.o.             | n.o.             | 1er tour (1/64)          | T. Tulasne               | 1/2 finale      | J. McEnroe  | 1/2 finale      | I. Lendl      | 1/4 de finale    | J. Kriek         |
| 1985  | n.o.             | n.o.             | —                        | —                        | 2e tour (1/32)  | R. Acuña    | —               | —             | —                | —                |
| 1986  | n.o.             | n.o.             | —                        | —                        | 1/4 de finale   | H. Leconte  | 1er tour (1/64) | L. Lavalle    | n.o.             | n.o.             |
| 1987  | Finale           | S. Edberg        | 1er tour (1/64)          | J. Pugh                  | Victoire        | I. Lendl    | 1er tour (1/64) | P. Lundgren   | n.o.             | n.o.             |
| 1988  | Finale           | M. Wilander      | 1/8 de finale            | A. Chesnokov             | 1/4 de finale   | Bo. Becker  | —               | —             | n.o.             | n.o.             |
| 1989  | 1/8 de finale    | S. Edberg        | —                        | —                        | —               | —           | —               | —             | n.o.             | n.o.             |
| 1990  | —                | —                | —                        | —                        | 1/8 de finale   | Bo. Becker  | 3e tour (1/16)  | A. Krickstein | n.o.             | n.o.             |
| 1991  | 3e tour (1/16)   | S. Edberg        | 2e tour (1/32)           | A. Cherkasov             | 2e tour (1/32)  | T. Champion | —               | —             | n.o.             | n.o.             |
| 1992  | 2e tour (1/32)   | E. Sánchez       | —                        | —                        | 2e tour (1/32)  | J. McEnroe  | —               | —             | n.o.             | n.o.             |
| 1993  | —                | —                | —                        | —                        | —               | —           | —               | —             | n.o.             | n.o.             |
| 1994  | —                | —                | —                        | —                        | —               | —           | —               | —             | n.o.             | n.o.             |
| 1995  | 1er tour (1/64)  | A. O'Brien       | —                        | —                        | 1er tour (1/64) | D. Norman   | —               | —             | n.o.             | n.o.             |
| 1996  | —                | —                | —                        | —                        | —               | —           | 1er tour (1/64) | A. Olhovskiy  | n.o.             | n.o.             |
| 1997  | 1er tour (1/64)  | J. Frana         | —                        | —                        | 1er tour (1/64) | B. Black    | —               | —             | n.o.             | n.o.             |

N.B. : à droite du résultat se trouve le nom de l'ultime adversaire.

### En double
| Année | Open d'Australie                                                               | Open d'Australie                                                                | Internationaux de France                                                        | Internationaux de France                                                        | Wimbledon                                                                      | Wimbledon                                                                           | US Open                                                                         | US Open | Open d'Australie                                                      | Open d'Australie |
| ----- | ------------------------------------------------------------------------------ | ------------------------------------------------------------------------------- | ------------------------------------------------------------------------------- | ------------------------------------------------------------------------------- | ------------------------------------------------------------------------------ | ----------------------------------------------------------------------------------- | ------------------------------------------------------------------------------- | ------- | --------------------------------------------------------------------- | ---------------- |
| 1981  | n.o.                                                                           | n.o.                                                                            | —                                                                               | —                                                                               | —                                                                              | —                                                                                   | —                                                                               | —       | 1er tour (1/16) Whitecross \|\| style="text-align:left;" \| Günthardt |                  |
| 1982  | n.o.                                                                           | n.o.                                                                            | 1/8 de finale Alexander \|\| style="text-align:left;" \| D. Carter C. Lewis     | —                                                                               | —                                                                              | 1er tour (1/32) M. Bauer \|\| style="text-align:left;" \| D. Gitlin J. Gurfein      | 1er tour (1/32) C. Fancutt \|\| style="text-align:left;" \| C. Strode M. Strode |         |                                                                       |                  |
| 1983  | n.o.                                                                           | n.o.                                                                            | 1er tour (1/32) C. Miller \|\| style="text-align:left;" \| C. Kirmayr C. Motta  | 1/8 de finale C. Miller \|\| style="text-align:left;" \| M. Bauer G. Moretton   | 1/2 finale Fitzgerald \|\| style="text-align:left;" \| P. Fleming J. McEnroe   | 1/4 de finale M. Bauer \|\| style="text-align:left;" \| S. Denton S. Stewart        |                                                                                 |         |                                                                       |                  |
| 1984  | n.o.                                                                           | n.o.                                                                            | 1er tour (1/32) P. McNamee \|\| style="text-align:left;" \| C. Strode C. Wittus | Finale P. McNamee                                                               | P. Fleming J. McEnroe                                                          | 1er tour (1/32) P. McNamee \|\| style="text-align:left;" \| F. González M. Mitchell | 1/2 finale Fitzgerald \|\| style="text-align:left;" \| J. Nyström M. Wilander   |         |                                                                       |                  |
| 1985  | n.o.                                                                           | n.o.                                                                            | —                                                                               | —                                                                               | Finale Fitzgerald                                                              | Günthardt B. Taróczy                                                                | —                                                                               | —       | —                                                                     | —                |
| 1986  | n.o.                                                                           | n.o.                                                                            | —                                                                               | —                                                                               | 1/8 de finale K. Curren \|\| style="text-align:left;" \| K. Flach R. Seguso    | —                                                                                   | —                                                                               | n.o.    | n.o.                                                                  |                  |
| 1987  | 1/8 de finale G. Donnelly \|\| style="text-align:left;" \| G. Muller T. Nelson | —                                                                               | —                                                                               | —                                                                               | —                                                                              | —                                                                                   | —                                                                               | n.o.    | n.o.                                                                  |                  |
| 1988  | —                                                                              | —                                                                               | —                                                                               | —                                                                               | —                                                                              | —                                                                                   | —                                                                               | —       | n.o.                                                                  | n.o.             |
| 1989  | —                                                                              | —                                                                               | —                                                                               | —                                                                               | —                                                                              | —                                                                                   | —                                                                               | —       | n.o.                                                                  | n.o.             |
| 1990  | 1/4 de finale S. Edberg \|\| style="text-align:left;" \| R. Leach J. Pugh      | —                                                                               | —                                                                               | —                                                                               | —                                                                              | 2e tour (1/16) W. Masur \|\| style="text-align:left;" \| A. Castle R. Smith         | n.o.                                                                            | n.o.    |                                                                       |                  |
| 1991  | —                                                                              | —                                                                               | —                                                                               | —                                                                               | —                                                                              | —                                                                                   | —                                                                               | —       | n.o.                                                                  | n.o.             |
| 1992  | —                                                                              | —                                                                               | —                                                                               | —                                                                               | —                                                                              | —                                                                                   | —                                                                               | —       | n.o.                                                                  | n.o.             |
| 1993  | —                                                                              | —                                                                               | —                                                                               | —                                                                               | —                                                                              | —                                                                                   | —                                                                               | —       | n.o.                                                                  | n.o.             |
| 1994  | —                                                                              | —                                                                               | —                                                                               | —                                                                               | —                                                                              | —                                                                                   | —                                                                               | —       | n.o.                                                                  | n.o.             |
| 1995  | —                                                                              | —                                                                               | —                                                                               | —                                                                               | —                                                                              | —                                                                                   | —                                                                               | —       | n.o.                                                                  | n.o.             |
| 1996  | —                                                                              | —                                                                               | —                                                                               | —                                                                               | 2e tour (1/16) S. Stolle \|\| style="text-align:left;" \| J. Björkman N. Kulti | 2e tour (1/16) S. Stolle \|\| style="text-align:left;" \| S. Lareau A. O'Brien      | n.o.                                                                            | n.o.    |                                                                       |                  |
| 1997  | 2e tour (1/16) P. Korda \|\| style="text-align:left;" \| N. Broad P. Norval    | 2e tour (1/16) Reneberg \|\| style="text-align:left;" \| J. Eltingh P. Haarhuis | 1er tour (1/32) Reneberg \|\| style="text-align:left;" \| D. Johnson F. Montana | 1er tour (1/32) Kratzmann \|\| style="text-align:left;" \| G. Connell D. Nestor | n.o.                                                                           | n.o.                                                                                |                                                                                 |         |                                                                       |                  |

N.B. : le nom du ou de la partenaire se trouve sous le résultat ; les noms des ultimes adversaires se trouvent à droite.

### En double mixte
| Année | Open d'Australie          | Open d'Australie          | Internationaux de France | Internationaux de France | Wimbledon | Wimbledon | US Open | US Open |
| ----- | ------------------------- | ------------------------- | ------------------------ | ------------------------ | --------- | --------- | ------- | ------- |
| 1995  | 2e tour (1/8) K. Radford  | M. J. Fernández S. Stolle |                          |                          |           |           |         |         |
| 1997  | 2e tour (1/8) J. Capriati | N. Medvedeva J. Eltingh   |                          |                          |           |           |         |         |

N.B. : le nom de la partenaire se trouve sous le résultat ; les noms des ultimes adversaires se trouvent à droite.